# Antošu korset pogubil
Antošu korset pogubil (Антошу корсет погубил) è un cortometraggio muto, di genere commedia, del 1916, diretto da Ėdvard Puchal'skij.

## Trama
Serie di tentativi sempre più disperati di Antosha di liberarsi di un corsetto lasciato a casa sua dopo una festa organizzata durante l'assenza della moglie.